# Raffaele Scapinelli di Leguigno
Pour les articles homonymes, voir Scapinelli.
Raffaele Scapinelli di Leguigno (né le 25 avril 1858 à Modène, en Émilie-Romagne, Italie et mort le 16 septembre 1933 à Forte dei Marmi) est un cardinal italien du début du XXe siècle.

## Biographie
Raffaele Scapinelli di Leguigno étudie à Reggio d'Émilie et à Rome. Après son ordination il est professeur au séminaire de Reggio d'Émilie et exerce des fonctions au sein de la Curie romaine et auprès de diverses nonciatures apostoliques. Il est élu archevêque titulaire  de Laodicée-en-Syrie (de) en 1912 et est consacré le 25 février de la même année par Rafael Merry del Val avec comme co-consécrateurs Vittorio Amedeo Ranuzzi de' Bianchi et Agostino Zampini (it). Il est nommé nonce apostolique en Autriche-Hongrie (en).
Le pape Benoît XV le crée cardinal lors du consistoire du 6 décembre 1915. Le cardinal Scapinelli est nommé préfet de la Congrégation pour les Religieux en 1918 et dataire du pape en 1930. Il participe au conclave de 1922, lors duquel Pie XI est élu. 
Scapinelli di Leguigno meurt le 16 septembre 1933 à l'âge de 75 ans.

## Succession apostolique
Raffaele Scapinelli di Leguigno a ordonné les évêques suivants :
- Cardinal Friedrich Gustav Piffl (1913)